# ZLM Tour 2023
34. ročník etapového cyklistického závodu ZLM Tour se konal mezi 7. a 11. červnem 2023 v Nizozemsku. Celkovým vítězem se stal Nizozemec Olav Kooij z týmu Team Jumbo–Visma. Na druhém a třetím místě se umístili Australan Sam Welsford a Nizozemec Nils Eekhoff (oba Team DSM). Závod byl součástí UCI ProSeries 2023 na úrovni 2.Pro.

## Týmy
Závodu se zúčastnilo 4 z 18 UCI WorldTeamů, 8 UCI ProTeamů a 8 UCI Continental týmů. Všechny týmy nastoupily na start se sedmi závodníky kromě týmu Team Flanders–Baloise s šesti jezdci, závod tak odstartovalo 139 jezdců. Do cíle v Oosterhoutu dojelo 119 z nich.
UCI WorldTeamy
- Alpecin–Deceuninck
- Astana Qazaqstan Team
- Team DSM
- Team Jumbo–Visma

UCI ProTeamy
- Bingoal WB
- Burgos BH
- Eolo–Kometa
- Green Project–Bardiani–CSF–Faizanè
- Q36.5 Pro Cycling Team
- Team Corratec–Selle Italia
- Team Flanders–Baloise
- Tudor Pro Cycling Team

UCI Continental týmy
- Abloc CT
- Allinq Continental Cycling Team
- BEAT Cycling
- Bike Aid
- Leopard TOGT Pro Cycling
- Metec–Solarwatt p/b Mantel
- TDT–Unibet Cycling Team
- VolkerWessels Cycling Team

## Trasa a etapy
| Etapa         | Datum         | Trasa                        | Vzdálenost | Typ      | Typ                  | Vítěz                  |
| ------------- | ------------- | ---------------------------- | ---------- | -------- | -------------------- | ---------------------- |
| P             | 7. června     | Heinkenszand                 | 6,6 km     |          | Individuální časovka | Nils Eekhoff (NED)     |
| 1             | 8. června     | Westkapelle – 's-Heerenbroek | 203,1 km   |          | Rovinatá etapa       | Yentl Vandevelde (BEL) |
| 2             | 9. června     | Schijndel – Buchten          | 184 km     |          | Rovinatá etapa       | Jakub Mareczko (ITA)   |
| 3             | 10. června    | Roosendaal – Roosendaal      | 194,1 km   |          | Rovinatá etapa       | Arvid de Kleijn (NED)  |
| 4             | 11. června    | Oosterhout – Oosterhout      | 158,5 km   |          | Rovinatá etapa       | Olav Kooij (NED)       |
| Celková délka | Celková délka | Celková délka                | 746,3 km   | 746,3 km | 746,3 km             | 746,3 km               |

## Průběžné pořadí
| Etapa          | Vítěz            | Celkové pořadí | Bodovací soutěž | Soutěž mladých jezdců | Soutěž týmů |
| -------------- | ---------------- | -------------- | --------------- | --------------------- | ----------- |
| P              | Nils Eekhoff     | Nils Eekhoff   | Nils Eekhoff    | Olav Kooij            | Team DSM    |
| 1              | Yentl Vandevelde | Nils Eekhoff   | Nils Eekhoff    | Olav Kooij            | Team DSM    |
| 2              | Jakub Mareczko   | Olav Kooij     | Olav Kooij      | Olav Kooij            | Team DSM    |
| 3              | Arvid de Kleijn  | Olav Kooij     | Jakub Mareczko  | Olav Kooij            | Team DSM    |
| 4              | Olav Kooij       | Olav Kooij     | Olav Kooij      | Olav Kooij            | Team DSM    |
| Konečné pořadí | Konečné pořadí   | Olav Kooij     | Olav Kooij      | Olav Kooij            | Team DSM    |

- V 1. etapě nosil Alex Edmondson, jenž byl druhý v bodovací soutěži, zelený dres, neboť lídr této klasifikace Nils Eekhoff nosil žlutý dres pro lídra celkového pořadí. Ze stejného důvodu nosil Yentl Vandevelde zelený dres v 2. etapě
- Ve 3. etapě nosil Nils Eekhoff, jenž byl druhý v bodovací soutěži, zelený dres, neboť lídr této klasifikace Olav Kooij nosil žlutý dres pro lídra celkového pořadí.
- Ve 3. etapě nosil Martijn Rasenberg, jenž byl druhý v soutěži mladých jezdců, bílý dres, neboť lídr této klasifikace Olav Kooij nosil žlutý dres pro lídra celkového pořadí.
- Ve 4. etapě nosil Tobias Lund Andresen, jenž byl druhý v soutěži mladých jezdců, bílý dres, neboť lídr této klasifikace Olav Kooij nosil žlutý dres pro lídra celkového pořadí.

## Konečné pořadí
| Legenda | Legenda                               | Legenda | Legenda                         |
| ------- | ------------------------------------- | ------- | ------------------------------- |
|         | Označuje lídra celkového pořadí       |         | Označuje lídra bodovací soutěže |
|         | Označuje lídra soutěže mladých jezdců |         |                                 |

### Celkové pořadí
| Pořadí | Jezdec                   | Tým                     | Čas         |
| ------ | ------------------------ | ----------------------- | ----------- |
| 1      | Olav Kooij (NED)         | Team Jumbo–Visma        | 16h 18' 37" |
| 2      | Sam Welsford (AUS)       | Team DSM                | + 13"       |
| 3      | Nils Eekhoff (NED)       | Team DSM                | + 15"       |
| 4      | Alex Edmondson (AUS)     | Team DSM                | + 16"       |
| 5      | Cees Bol (NED)           | Astana Qazaqstan Team   | + 21"       |
| 6      | Tim van Dijke (NED)      | Team Jumbo–Visma        | + 30"       |
| 7      | Robbe Ghys (BEL)         | Alpecin–Deceuninck      | + 33"       |
| 8      | Joren Bloem (NED)        | TDT–Unibet Cycling Team | + 35"       |
| 9      | Mark Cavendish (GBR)     | Astana Qazaqstan Team   | + 38"       |
| 10     | Hartthijs de Vries (NED) | TDT–Unibet Cycling Team | + 41"       |

### Bodovací soutěž
| Pořadí | Jezdec                 | Tým                     | Body |
| ------ | ---------------------- | ----------------------- | ---- |
| 1      | Olav Kooij (NED)       | Team Jumbo–Visma        | 39   |
| 2      | Jakub Mareczko (ITA)   | Alpecin–Deceuninck      | 37   |
| 3      | Arvid de Kleijn (NED)  | Tudor Pro Cycling Team  | 33   |
| 4      | Matteo Malucelli (ITA) | Bingoal WB              | 24   |
| 5      | Sam Welsford (AUS)     | Team DSM                | 23   |
| 6      | Jules Hesters (BEL)    | Team Flanders–Baloise   | 15   |
| 7      | Nils Eekhoff (NED)     | Team DSM                | 15   |
| 8      | Yentl Vandevelde (BEL) | TDT–Unibet Cycling Team | 15   |
| 9      | Alex Edmondson (AUS)   | Team DSM                | 14   |
| 10     | Matteo Moschetti (ITA) | Q36.5 Pro Cycling Team  | 13   |

### Soutěž mladých jezdců
| Pořadí | Jezdec                      | Tým                                | Čas         |
| ------ | --------------------------- | ---------------------------------- | ----------- |
| 1      | Olav Kooij (NED)            | Team Jumbo–Visma                   | 16h 18' 37" |
| 2      | Tobias Lund Andresen (DEN)  | Team DSM                           | + 1' 11"    |
| 3      | Tobias Aagaard Hansen (DEN) | Leopard TOGT Pro Cycling           | + 1' 48"    |
| 4      | Lars Hohmann (NED)          | Metec–Solarwatt p/b Mantel         | + 1' 53"    |
| 5      | Milan Fretin (BEL)          | Team Flanders–Baloise              | + 2' 55"    |
| 6      | Iker Bonillo (ESP)          | Green Project–Bardiani–CSF–Faizanè | + 7' 47"    |
| 7      | Javier Serrano (ESP)        | Eolo–Kometa                        | + 8' 42"    |
| 8      | Mike Bronswijk (NED)        | Allinq Continental Cycling Team    | + 10' 14"   |
| 9      | Noah Vandenbranden (BEL)    | Team Flanders–Baloise              | + 10' 56"   |
| 10     | Thibaut Bernard (BEL)       | Bingoal WB                         | + 11' 02"   |

### Soutěž týmů
| Pořadí | Tým                     | Čas         |
| ------ | ----------------------- | ----------- |
| 1      | Team DSM                | 48h 56' 41" |
| 2      | TDT–Unibet Cycling Team | + 1' 21"    |
| 3      | Alpecin–Deceuninck      | + 1' 26"    |
| 4      | Tudor Pro Cycling Team  | + 1' 27"    |
| 5      | Team Jumbo–Visma        | + 1' 35"    |
| 6      | Team Flanders–Baloise   | + 2' 16"    |
| 7      | BEAT Cycling            | + 2' 19"    |
| 8      | Eolo–Kometa             | + 2' 42"    |
| 9      | Bingoal WB              | + 2' 46"    |
| 10     | Q36.5 Pro Cycling Team  | + 2' 53"    |